# 전처녀발키리 2
전처녀발키리 2는 2008년 3월 28일 르네에서 발매된 어드벤처게임이다.

## 개요
게임은 전작과 마찬가지로 성인적인 요소가 강한 내용이다.
발매 후 얼마 지나지 않는 시기부터 성인소설, 성인만화에서의 연재가 결정되는 등 전작에 뒤지지 않는 미디어믹스 전개를 일찌감치 도모하였다.
2008년 7월 전작 및 이번 작의 팬디스크인 『전처녀발키리 G ~여신들의 황혼~』제작이 발표되었다.

## 줄거리
전작의 히로인 레이아(발키리)의 처형이 집행되게 되었고 처형당일 마족의 장군 듀크는 부하들의 앞에서 격렬하게 레이아를 농락하고 소리높여 처형을 선언했다.
처형집행이 이뤄지기 직전 하늘에서 날아온 최강의 전처녀 아리야의 도움으로 일단 구원을 받게 된 레이아였다.
하지만 지상의 백성들의 목숨을 저당잡혀 있었기에 기이하게도 이전에 자신이 프레이아에게 그렇게 당했듯이 아리야의 힘의 원천인 「백은의 반지」를 빼았아버린다.
이리하여 듀크는 사로잡힌 천계최강의 전처녀 아리야와 사람들의 희망인 레이아, 더욱이 대신(大神) 오딘의 딸 힐데가드 3명의 여신들을 조교라는 명목아래 철저히 농락하게 된다.

## 등장 캐릭터
- 듀크

이 작품의 주인공. 인간과 마족의 혼혈. 이 때문에 어릴 때부터 인간, 마족 모두에게 박해를 받아서 항상 고독하다. 검 실력은 마계제일이라 평가 받고 있으며 마력도 높다. 전작에서 여신을 3명이나 포로로 잡는 등 지대한 공훈을 세웠지만 태생 때문에 군의 고위층(듀크는 영감들이라고 멸칭)에게 경계를 받고 있다. 악마에게 영혼을 판 인간들로 구성된 「암흑기사단」의 단장.
- 아리야 (성우:잇시키 히카루)

이 작품의 메인히로인. 원래는 대신 오딘의 무기인 신창 군그니르를 맡고 있는 천계최강의 전처녀로 「잔월의 전처녀」라고 칭해진다. 레이아 구출에 목숨을 걸고 지상에 강림했다. 지독하게 성실한 성격에다가 오딘의 열렬한 신망자로 레이아나 프레이아에 대해선 변절자, 대적하는 마족출신인 듀크에겐 구더기라고 부르고 있다. 또한 대신의 의사를 너무나 존경한 나머지 인간들을 경시한 대사도 내뱉는다. 레이아를 미숙하다고 평하는 등, 실력은 등장인물들 중에서도 발군.
- 레이아 (성우:시마카 레이코)

전작의 메인히로인. 지상의 백성들을 지키는 것을 사명으로 띄고 있으며 자신도 그것에 자부심을 느끼고 있는 자애로운 전처녀. 「창궁의 전처녀」로 칭해진다. 전작에 이어 계속 조교를 받고 있으며 마음 속으론 저항을 계속 하고 있으나 몸은 거의 함락직전. 듀크의 흥미가 새로운 전처녀로 옮겨가자 그에 대한 연심을 의식하기 시작하며 여신에겐 용서받지 못할 질투심을 품고 만다. 이번 작에선 프레이아의 후계로서 듀크에게 아이템 제작을 명령받는다. 연령은 180세.
- 힐데가드 (성우:사토 유우키)

대신 오딘의 피를 이어받은 외동딸. 머리에 달고 있는 보옥 「오딘의 눈동자」에 의해 항상 감시, 가호를 받으며 대신 이외엔 접촉할 수 조차없다. 싸움을 싫어하며 자신의 몸을 교환조건으로 동료들의 해방을 요구하는 등 자기희생 정신이 넘치는 「대지의 전처녀」. 전처녀가 된 경위(부친의 반대를 무릅썼다.), 부친의 지상정책에 대한 의구심, 과거에 거인족에 인질로 바쳐질뻔한 경험이 있는 등, 오딘에 대해선 친애와 동시에 복잡한 감정을 품고 있다.
- 펜릴 (성우:시라이 아야노)

유서있는 엘리트혈통의 마족으로 공격마법의 전문가 집단인 「마법기사단」을 이끄는 여장군. 이미 듀크의 정부가 되어있으며 그에 대해선 개처럼 순종적이다. 평소엔 가슴부분이 노출된 메이드복을 입으며 듀크의 시중을 담당. 최근엔 여신이 늘어난 탓으로 총애를 받을 기회가 줄었고 마찬가지로 총애받을 기회가 줄어든 프레이아, 스쿨드와 같이 조교된 몸을 놀리고만 있을 뿐이다.
- 프레이아 (성우:호쿠토 미나미)

천계 제일의 미모와 지식을 갖췄으며 대신에게 절대적인 신뢰를 받았던 여신. 예전엔 전처녀들을 총괄하였고 천계에서도 꽤나 고위직이었다. 마족에게 사로잡혀
무수한 조교를 받고 지금은 완전히 듀크의 노예가 되었다. 또 듀크지배하의 성채에선 하녀들을 통제하는 메이드장같은 역할도 수행한다. 평소엔 총명함을 띄고 있지만 듀크의 앞에 서는 순간 얼빠진 상태가 된다. 연령은 240세.
- 스쿨드 (성우:노가미 나나)

전 전처녀 견습생이었던 소녀. 이번 작품에선 자주 「쓸데없는 아이」취급을 받는 등 개그성이 짙어졌다.
- 파프닐 (성우:카자네)

마족군 「굉룡기사단」을 이끄는 일기당천의 여전사로 용족과 마족의 혼혈. 정예로 편성된 「팔기중(八騎衆)」의 한 군단도 거느리고 있다. 실력은 있지만 머리가 단순하여 성적인 것에 관해선 놀랄 정도로 숙맥. 듀크에게 홀린 펜릴의 후임으로서 그의 감시책임을 맡고 있다. 덧붙여서 난생(卵生)이다.
- 로키 (성우:카와시마 리노)

반신반마라는 특이한 출생으로 전 오딘의 측근. 마족 대 인간(및 가담한 신족)전쟁의 혼란을 틈타 신중의 한명 발데르를 살해. 그 수급을 가지고 마족군에 귀순했다. 늘 남을 무시하는 듯한 분위기를 띄고 있으며 무슨 생각을 하는지 쉽게 읽을 수 없는 미스테리한 인물. 기본적으론 여성이지만 자신의 의지로 자유자래로 남근을 자라게 하는게 가능.

## 스탭
- 기획·원안:유한회사 마리골드
- 캐릭터디자인:소노타마사키, K-TOK, 대신 키린, 기타
- 음악:CHOIR
- 주제가:『ANSUR』
- 작사:GOZO53.
- 작곡:Kenny'K
- 노래:사아야

## 관련상품
음악CD
- 전처녀발키리 2 컴플리트 트랙

소설단행본
- 전처녀발키리 2 「주여 음란한 저를 용서해주세요...」〈여신부활편〉 펌킨노벨스 Vol.79, 타카하시 쇼 저, 다마루 마코토 삽화, 이글퍼블리싱
- 전처녀발키리 2 「주여 음란한 저를 용서해주세요...」〈최종전쟁편〉 펌킨노벨스 Vol.80
- 전처녀발키리 2 아리야 ~잉태하는 잔월~ 이차원드림노벨즈283 소라제미 저, 다마루 마코토 표지, 산켄 후미 삽화, 킬타임커뮤니케이션
- 전처녀발키리 2 힐데가드 ~타락하는 대지~ 이차원드림노벨즈292

소설연재
- 전처녀발키리 2 「주여 음란한 저를 용서해주세요...」 이차원드림매거진 Vol.40~43 소라제미 저, 산켄 후미 삽화, 킬타임커뮤니케이션
- 소설 전처녀발키리 2 BugBug 2008년 8월호*12월호 후지와라 쇼 저, 다마루 마코토 삽화, 선출판

만화연재
- 전처녀발키리 2 「주여 음란한 저를 용서해주세요...」 슬레이브히로인즈Vol.2-Vol.12 Inoino 저, 짝수호에 격월 연재, 킬타임커뮤니케이션

관련서적
- 전처녀발키리 2 prelude북 주식회사 미디어비렛지
- 전처녀발키리 2 비주얼팬북 킬타임커뮤니케이션

애니메이션
- 전처녀발키리 2 - 1화 「타천의 여신들」, 2화 「배신의 여노예」, 3화 「여신의 성참회」

기타
- 전처녀발키리 레이아(암흑의 전처녀 버전) 배게 호청 발매원:캐러보이, 원화:다마루 마코토
- 전처녀발키리 아리야 배게 호청

## 참고 자료
- 르네공식사이트(성인입장가)